# Pematang Dalam
Pematang Dalam is een bestuurslaag in het regentschap Bengkulu Utara van de provincie Bengkulu, Indonesië. Pematang Dalam telt 1444 inwoners (volkstelling 2010).